# Liga Światowa w Piłce Siatkowej 1998
Liga Światowa w Piłce Siatkowej 1998 (ang. 1998 FIVB Volleyball World League) – 9. edycja międzynarodowego turnieju siatkarskiego zorganizowanego przez Międzynarodową Federację Piłki Siatkowej (FIVB) dla 12 narodowych reprezentacji.
Rywalizacja składała się z trzech faz: fazy interkontynentalnej, fazy play-off oraz turnieju finałowego. Faza interkontynentalna trwała od 15 maja do 21 czerwca, natomiast faza play-off od 13 do 15 lipca. Turniej finałowy rozegrany został w dniach 17-19 lipca w Forum di Assago w Assago niedaleko Mediolanu. Oficjalnym miastem-gospodarzem turnieju finałowego był Mediolan.
Zwycięzcą Ligi Światowej 1998 została po raz pierwszy reprezentacja Kuby. Najlepszym punktującym turnieju został Kubańczyk Osvaldo Hernández.
W rozgrywkach zadebiutowała reprezentacja Polski.

## Uczestnicy
| Grupa A                                  | Grupa B                          | Grupa C                          |
| ---------------------------------------- | -------------------------------- | -------------------------------- |
| Bułgaria Kuba Korea Południowa Hiszpania | Argentyna Grecja Włochy Holandia | Brazylia Polska Rosja Jugosławia |

## Faza interkontynentalna
Wszystkie godziny według czasu lokalnego.

### Grupa A

#### Tabela
| Lp. | Drużyna          | Pkt | Mecze | Mecze | Mecze | Sety | Sety | Sety  | Małe punkty | Małe punkty | Małe punkty |
| Lp. | Drużyna          | Pkt | M     | W     | P     | wyg. | prz. | ratio | zdob.       | str.        | ratio       |
| --- | ---------------- | --- | ----- | ----- | ----- | ---- | ---- | ----- | ----------- | ----------- | ----------- |
| 1   | Bułgaria         | 22  | 12    | 10    | 2     | 30   | 15   | 2.000 | 581         | 501         | 1.160       |
| 2   | Kuba             | 20  | 12    | 8     | 4     | 29   | 15   | 1.933 | 603         | 463         | 1.302       |
| 3   | Hiszpania        | 16  | 12    | 4     | 8     | 18   | 29   | 0.621 | 542         | 634         | 0.855       |
| 4   | Korea Południowa | 14  | 12    | 2     | 10    | 12   | 30   | 0.400 | 439         | 567         | 0.774       |

Źródło: fivb.ch
Punktacja: zwycięstwo – 2 pkt; porażka – 1 pkt
Zasady ustalania kolejności: 1. liczba punktów; 2. stosunek setów; 3. stosunek małych punktów; 4. bilans w bezpośrednich meczach
     Awans do fazy play-off
     Awans do fazy play-off jako gospodarz

#### 1. kolejka
- Miejsce spotkań: Coliseo de la Ciudad Deportiva, Hawana / Pabellón de Deportes Ciudad de Melilla, Melilla

| Data       | Godz. | Drużyna 1 | Wynik | Drużyna 2        | 1     | 2     | 3     | 4     | 5     | Razem | Czas    | Widzów | * |
| ---------- | ----- | --------- | ----- | ---------------- | ----- | ----- | ----- | ----- | ----- | ----- | ------- | ------ | - |
| 15.05.1998 | 20:40 | Kuba      | 3:0   | Korea Południowa | 15:7  | 15:4  | 15:4  |       |       | 45:15 | 68 min  | 8000   |   |
| 16.05.1998 | 20:40 | Kuba      | 3:0   | Korea Południowa | 15:4  | 15:11 | 15:10 |       |       | 45:25 | 86 min  | 7750   |   |
|            |       |           |       |                  |       |       |       |       |       |       |         |        |   |
| 16.05.1998 | 19:30 | Hiszpania | 2:3   | Bułgaria         | 6:15  | 15:8  | 15:8  | 9:15  | 15:17 | 60:63 | 136 min | 1000   |   |
| 17.05.1998 | 12:00 | Hiszpania | 1:3   | Bułgaria         | 10:15 | 10:15 | 15:11 | 11:15 |       | 46:56 | 136 min | 1230   |   |

#### 2. kolejka
- Miejsce spotkań: Coliseo de la Ciudad Deportiva, Hawana / Daegu Gymnasium, Daegu

| Data       | Godz. | Drużyna 1        | Wynik | Drużyna 2 | 1    | 2     | 3    | 4 | 5 | Razem | Czas   | Widzów | * |
| ---------- | ----- | ---------------- | ----- | --------- | ---- | ----- | ---- | - | - | ----- | ------ | ------ | - |
| 22.05.1998 | 20:40 | Kuba             | 3:0   | Bułgaria  | 15:8 | 15:5  | 15:7 |   |   | 45:20 | 79 min | 15780  |   |
| 23.05.1998 | 20:40 | Kuba             | 3:0   | Bułgaria  | 15:8 | 15:10 | 15:5 |   |   | 45:23 | 73 min | 13525  |   |
|            |       |                  |       |           |      |       |      |   |   |       |        |        |   |
| 23.05.1998 | 15:00 | Korea Południowa | 3:0   | Hiszpania | 15:8 | 16:14 | 15:9 |   |   | 46:31 | 91 min | 4500   |   |
| 24.05.1998 | 14:00 | Korea Południowa | 3:0   | Hiszpania | 15:5 | 15:8  | 15:6 |   |   | 45:19 | 85 min | 4950   |   |

#### 3. kolejka
- Miejsce spotkań: Pałac Sportu, Sofia / Palacio de Deportes, Gijón

| Data       | Godz. | Drużyna 1 | Wynik | Drużyna 2        | 1     | 2     | 3     | 4    | 5     | Razem | Czas    | Widzów | * |
| ---------- | ----- | --------- | ----- | ---------------- | ----- | ----- | ----- | ---- | ----- | ----- | ------- | ------ | - |
| 29.05.1998 | 17:00 | Bułgaria  | 3:0   | Korea Południowa | 15:8  | 15:9  | 15:4  |      |       | 45:21 | 81 min  | 4300   |   |
| 30.05.1998 | 18:00 | Bułgaria  | 3:1   | Korea Południowa | 13:15 | 15:6  | 15:11 | 15:8 |       | 58:40 | 131 min | 4200   |   |
|            |       |           |       |                  |       |       |       |      |       |       |         |        |   |
| 29.05.1998 | 20:00 | Hiszpania | 3:0   | Kuba             | 15:11 | 15:12 | 15:13 |      |       | 45:36 | 110 min | 4000   |   |
| 31.05.1998 | 12:00 | Hiszpania | 3:2   | Kuba             | 15:4  | 8:15  | 17:16 | 7:15 | 15:13 | 62:63 | 166 min | 4800   |   |

#### 4. kolejka
- Miejsce spotkań: Pałac Sportu, Sofia / Jamsil Students' Gymnasium, Seul

| Data       | Godz. | Drużyna 1        | Wynik | Drużyna 2 | 1     | 2     | 3     | 4 | 5 | Razem | Czas   | Widzów | * |
| ---------- | ----- | ---------------- | ----- | --------- | ----- | ----- | ----- | - | - | ----- | ------ | ------ | - |
| 05.06.1998 | 17:00 | Bułgaria         | 3:0   | Hiszpania | 15:11 | 15:12 | 15:7  |   |   | 45:30 | 91 min | 4800   |   |
| 06.06.1998 | 18:00 | Bułgaria         | 3:0   | Hiszpania | 15:2  | 15:6  | 15:7  |   |   | 45:15 | 79 min | 5000   |   |
|            |       |                  |       |           |       |       |       |   |   |       |        |        |   |
| 06.06.1998 | 15:00 | Korea Południowa | 0:3   | Kuba      | 8:15  | 3:15  | 13:15 |   |   | 24:45 | 99 min | 4200   |   |
| 07.06.1998 | 14:00 | Korea Południowa | 0:3   | Kuba      | 7:15  | 7:15  | 9:15  |   |   | 23:45 | 69 min | 3500   |   |

#### 5. kolejka
- Miejsce spotkań: Coliseo de la Ciudad Deportiva, Hawana / Bucheon Gymnasium, Bucheon

| Data       | Godz. | Drużyna 1        | Wynik | Drużyna 2 | 1     | 2     | 3     | 4     | 5     | Razem | Czas    | Widzów | * |
| ---------- | ----- | ---------------- | ----- | --------- | ----- | ----- | ----- | ----- | ----- | ----- | ------- | ------ | - |
| 12.06.1998 | 20:40 | Kuba             | 3:2   | Hiszpania | 13:15 | 12:15 | 15:13 | 15:10 | 15:10 | 70:63 | 154 min | 15052  |   |
| 13.06.1998 | 20:40 | Kuba             | 3:1   | Hiszpania | 16:14 | 9:15  | 15:6  | 15:9  |       | 55:44 | 141 min | 14782  |   |
|            |       |                  |       |           |       |       |       |       |       |       |         |        |   |
| 13.06.1998 | 15:00 | Korea Południowa | 1:3   | Bułgaria  | 15:5  | 11:15 | 6:15  | 14:16 |       | 46:51 | 106 min | 3410   |   |
| 14.06.1998 | 14:00 | Korea Południowa | 1:3   | Bułgaria  | 9:15  | 9:15  | 15:11 | 11:15 |       | 44:56 | 138 min | 4110   |   |

#### 6. kolejka
- Miejsce spotkań: Pabellón Municipal de Deportes, Santa Cruz de Tenerife (19 czerwca), Centro Insular de Deportes, Las Palmas (21 czerwca) / Pałac Sportu, Sofia

| Data       | Godz. | Drużyna 1 | Wynik | Drużyna 2        | 1     | 2     | 3     | 4     | 5     | Razem | Czas    | Widzów | * |
| ---------- | ----- | --------- | ----- | ---------------- | ----- | ----- | ----- | ----- | ----- | ----- | ------- | ------ | - |
| 19.06.1998 | 17:30 | Hiszpania | 3:2   | Korea Południowa | 13:15 | 15:12 | 15:10 | 11:15 | 15:13 | 69:65 | 158 min | 1250   |   |
| 21.06.1998 | 11:00 | Hiszpania | 3:1   | Korea Południowa | 15:13 | 15:9  | 13:15 | 15:8  |       | 58:45 | 155 min | 2225   |   |
|            |       |           |       |                  |       |       |       |       |       |       |         |        |   |
| 20.06.1998 | 12:30 | Bułgaria  | 3:1   | Kuba             | 15:13 | 15:9  | 13:15 | 15:8  |       | 58:45 | 127 min | 5200   |   |
| 21.06.1998 | 17:00 | Bułgaria  | 3:2   | Kuba             | 15:12 | 15:8  | 7:15  | 8:15  | 16:14 | 61:64 | 135 min | 5200   |   |

### Grupa B

#### Tabela
| Lp. | Drużyna   | Pkt | Mecze | Mecze | Mecze | Sety | Sety | Sety  | Małe punkty | Małe punkty | Małe punkty |
| Lp. | Drużyna   | Pkt | M     | W     | P     | wyg. | prz. | ratio | zdob.       | str.        | ratio       |
| --- | --------- | --- | ----- | ----- | ----- | ---- | ---- | ----- | ----------- | ----------- | ----------- |
| 1   | Holandia  | 22  | 12    | 10    | 2     | 30   | 11   | 2.727 | 553         | 433         | 1.277       |
| 2   | Włochy    | 19  | 12    | 7     | 5     | 24   | 17   | 1.412 | 544         | 471         | 1.155       |
| 3   | Argentyna | 17  | 12    | 5     | 7     | 22   | 25   | 0.880 | 583         | 585         | 0.997       |
| 4   | Grecja    | 14  | 12    | 2     | 10    | 10   | 33   | 0.303 | 419         | 610         | 0.687       |

Źródło: fivb.ch
Punktacja: zwycięstwo – 2 pkt; porażka – 1 pkt
Zasady ustalania kolejności: 1. liczba punktów; 2. stosunek setów; 3. stosunek małych punktów; 4. bilans w bezpośrednich meczach
     Awans do fazy play-off
     Gospodarz turnieju finałowego

#### 1. kolejka
- Miejsce spotkań: Estadio Aldo Cantoni, San Juan / PalaGalassi, Forlì (16 maja), Palasport, Ferrara (17 maja)

| Data       | Godz. | Drużyna 1 | Wynik | Drużyna 2 | 1     | 2     | 3     | 4 | 5 | Razem | Czas    | Widzów | * |
| ---------- | ----- | --------- | ----- | --------- | ----- | ----- | ----- | - | - | ----- | ------- | ------ | - |
| 16.05.1998 | 18:30 | Argentyna | 0:3   | Holandia  | 11:15 | 10:15 | 4:15  |   |   | 25:45 | 83 min  | 4800   |   |
| 17.05.1998 | 18:30 | Argentyna | 0:3   | Holandia  | 13:15 | 12:15 | 13:15 |   |   | 38:45 | 113 min | 3800   |   |
|            |       |           |       |           |       |       |       |   |   |       |         |        |   |
| 16.05.1998 | 17:00 | Włochy    | 3:0   | Grecja    | 15:7  | 15:9  | 15:10 |   |   | 45:26 | 104 min | 2500   |   |
| 17.05.1998 | 18:00 | Włochy    | 3:0   | Grecja    | 15:1  | 15:8  | 15:5  |   |   | 45:14 | 90 min  | 4000   |   |

#### 2. kolejka
- Miejsce spotkań: PalaCatania, Katania (22 maja), Palasport Mario Argento, Neapol (24 maja) / Hala sportowa, Larisa

| Data       | Godz. | Drużyna 1 | Wynik | Drużyna 2 | 1     | 2     | 3     | 4     | 5     | Razem | Czas    | Widzów | * |
| ---------- | ----- | --------- | ----- | --------- | ----- | ----- | ----- | ----- | ----- | ----- | ------- | ------ | - |
| 22.05.1998 | 19:00 | Włochy    | 2:3   | Argentyna | 7:15  | 12:15 | 15:5  | 15:10 | 13:15 | 62:60 | 134 min | 4500   |   |
| 24.05.1998 | 18:00 | Włochy    | 3:1   | Argentyna | 13:15 | 16:14 | 16:14 | 15:8  |       | 60:51 | 141 min | 6500   |   |
|            |       |           |       |           |       |       |       |       |       |       |         |        |   |
| 23.05.1998 | 18:15 | Grecja    | 1:3   | Holandia  | 11:15 | 3:15  | 15:13 | 6:15  |       | 35:58 | 156 min | 2914   |   |
| 24.05.1998 | 18:15 | Grecja    | 1:3   | Holandia  | 12:15 | 7:15  | 15:13 | 8:15  |       | 42:58 | 129 min | 2725   |   |

#### 3. kolejka
- Miejsce spotkań: Estadio Universidad Tecnológica, Santa Fe (29 maja), Estadio Cubierto Claudio Newell, Rosario (31 maja) / PalaEur, Rzym (30 maja), Palasport Mens Sana, Siena (31 maja)

| Data       | Godz. | Drużyna 1 | Wynik | Drużyna 2 | 1     | 2     | 3     | 4     | 5     | Razem | Czas    | Widzów | * |
| ---------- | ----- | --------- | ----- | --------- | ----- | ----- | ----- | ----- | ----- | ----- | ------- | ------ | - |
| 29.05.1998 | 20:00 | Argentyna | 2:3   | Grecja    | 13:15 | 10:15 | 15:9  | 15:8  | 13:15 | 66:62 | 156 min | 5640   |   |
| 31.05.1998 | 16:00 | Argentyna | 1:3   | Grecja    | 12:15 | 16:14 | 13:15 | 12:15 |       | 53:59 | 143 min | 7100   |   |
|            |       |           |       |           |       |       |       |       |       |       |         |        |   |
| 30.05.1998 | 18:30 | Włochy    | 0:3   | Holandia  | 11:15 | 9:15  | 9:15  |       |       | 29:45 | 114 min | 10100  |   |
| 31.05.1998 | 16:30 | Włochy    | 3:0   | Holandia  | 15:7  | 15:10 | 15:13 |       |       | 45:30 | 106 min | 6200   |   |

#### 4. kolejka
- Miejsce spotkań: Estadio Luna Park, Buenos Aires / Maaspoort Sports & Events, ’s-Hertogenbosch

| Data       | Godz. | Drużyna 1 | Wynik | Drużyna 2 | 1     | 2     | 3    | 4     | 5 | Razem | Czas    | Widzów | * |
| ---------- | ----- | --------- | ----- | --------- | ----- | ----- | ---- | ----- | - | ----- | ------- | ------ | - |
| 05.06.1998 | 20:30 | Argentyna | 3:1   | Włochy    | 15:11 | 8:15  | 15:6 | 15:13 |   | 53:45 | 124 min | 7000   |   |
| 07.06.1998 | 16:00 | Argentyna | 3:0   | Włochy    | 15:13 | 15:13 | 15:8 |       |   | 45:34 | 124 min | 8500   |   |
|            |       |           |       |           |       |       |      |       |   |       |         |        |   |
| 06.06.1998 | 14:00 | Holandia  | 3:0   | Grecja    | 15:7  | 15:5  | 15:9 |       |   | 45:21 | 82 min  | 1100   |   |
| 07.06.1998 | 14:00 | Holandia  | 3:0   | Grecja    | 15:5  | 15:8  | 15:9 |       |   | 45:22 | 85 min  | 1300   |   |

#### 5. kolejka
- Miejsce spotkań: Indoor-Sportcentrum, Eindhoven / Hala sportowa Chalkiopoulio, Lamia

| Data       | Godz. | Drużyna 1 | Wynik | Drużyna 2 | 1    | 2     | 3     | 4     | 5     | Razem | Czas    | Widzów | * |
| ---------- | ----- | --------- | ----- | --------- | ---- | ----- | ----- | ----- | ----- | ----- | ------- | ------ | - |
| 13.06.1998 | 14:00 | Holandia  | 3:1   | Argentyna | 15:9 | 9:15  | 15:12 | 15:4  |       | 54:40 | 134 min | 1500   |   |
| 14.06.1998 | 14:00 | Holandia  | 3:2   | Argentyna | 15:7 | 3:15  | 5:15  | 15:2  | 15:12 | 53:51 | 102 min | 1650   |   |
|            |       |           |       |           |      |       |       |       |       |       |         |        |   |
| 13.06.1998 | 18:15 | Grecja    | 1:3   | Włochy    | 9:15 | 15:4  | 5:15  | 13:15 |       | 42:49 | 141 min | 1100   |   |
| 14.06.1998 | 18:15 | Grecja    | 0:3   | Włochy    | 6:15 | 11:15 | 13:15 |       |       | 30:45 | 84 min  | 770    |   |

#### 6. kolejka
- Miejsce spotkań: Ahoy Rotterdam, Rotterdam / Aleksandrio Melatron Nikos Galis Sala, Saloniki

| Data       | Godz. | Drużyna 1 | Wynik | Drużyna 2 | 1     | 2     | 3     | 4     | 5 | Razem | Czas    | Widzów | * |
| ---------- | ----- | --------- | ----- | --------- | ----- | ----- | ----- | ----- | - | ----- | ------- | ------ | - |
| 20.06.1998 | 17:00 | Holandia  | 0:3   | Włochy    | 8:15  | 9:15  | 11:15 |       |   | 28:45 | 96 min  | 7200   |   |
| 21.06.1998 | 14:00 | Holandia  | 3:0   | Włochy    | 15:13 | 15:12 | 17:15 |       |   | 47:40 | 135 min | 4700   |   |
|            |       |           |       |           |       |       |       |       |   |       |         |        |   |
| 20.06.1998 | 18:15 | Grecja    | 1:3   | Argentyna | 15:11 | 12:15 | 11:15 | 13:15 |   | 51:56 | 136 min | 550    |   |
| 21.06.1998 | 18:15 | Grecja    | 0:3   | Argentyna | 5:15  | 4:15  | 6:15  |       |   | 15:45 | 67 min  | 450    |   |

### Grupa C

#### Tabela
| Lp. | Drużyna    | Pkt | Mecze | Mecze | Mecze | Sety | Sety | Sety  | Małe punkty | Małe punkty | Małe punkty |
| Lp. | Drużyna    | Pkt | M     | W     | P     | wyg. | prz. | ratio | zdob.       | str.        | ratio       |
| --- | ---------- | --- | ----- | ----- | ----- | ---- | ---- | ----- | ----------- | ----------- | ----------- |
| 1   | Brazylia   | 21  | 12    | 9     | 3     | 29   | 11   | 2.636 | 536         | 420         | 1.276       |
| 2   | Rosja      | 21  | 12    | 9     | 3     | 30   | 17   | 1.765 | 633         | 519         | 1.220       |
| 3   | Jugosławia | 15  | 12    | 3     | 9     | 18   | 28   | 0.643 | 519         | 600         | 0.865       |
| 4   | Polska     | 15  | 12    | 3     | 9     | 12   | 33   | 0.364 | 469         | 618         | 0.759       |

Źródło: fivb.ch
Punktacja: zwycięstwo – 2 pkt; porażka – 1 pkt
Zasady ustalania kolejności: 1. liczba punktów; 2. stosunek setów; 3. stosunek małych punktów; 4. bilans w bezpośrednich meczach
     Awans do fazy play-off
     Awans do fazy play-off jako gospodarz

#### 1. kolejka
- Miejsce spotkań: Pałac Sportu "Jubilejnyj", Lipieck / Mineirinho, Belo Horizonte

| Data       | Godz. | Drużyna 1 | Wynik | Drużyna 2  | 1     | 2     | 3     | 4     | 5     | Razem | Czas    | Widzów | * |
| ---------- | ----- | --------- | ----- | ---------- | ----- | ----- | ----- | ----- | ----- | ----- | ------- | ------ | - |
| 15.05.1998 | 18:00 | Rosja     | 2:3   | Polska     | 15:11 | 15:7  | 16:17 | 12:15 | 11:15 | 69:65 | 160 min | 4000   |   |
| 16.05.1998 | 16:00 | Rosja     | 3:0   | Polska     | 15:5  | 15:11 | 15:12 |       |       | 45:28 | 83 min  | 3900   |   |
|            |       |           |       |            |       |       |       |       |       |       |         |        |   |
| 15.05.1998 | 20:30 | Brazylia  | 3:0   | Jugosławia | 15:8  | 15:9  | 15:7  |       |       | 45:24 | 108 min | 6745   |   |
| 17.05.1998 | 10:00 | Brazylia  | 3:0   | Jugosławia | 15:11 | 16:14 | 15:5  |       |       | 46:30 | 105 min | 9520   |   |

#### 2. kolejka
- Miejsce spotkań: SPC "Wojwodina", Nowy Sad (22 maja), Hala Pionir, Belgrad (23 maja) / Ginásio Poliesportivo Paschoal Thomeo, Guarulhos (São Paulo)

| Data       | Godz. | Drużyna 1  | Wynik | Drużyna 2 | 1     | 2     | 3     | 4    | 5 | Razem | Czas    | Widzów | * |
| ---------- | ----- | ---------- | ----- | --------- | ----- | ----- | ----- | ---- | - | ----- | ------- | ------ | - |
| 22.05.1998 | 20:15 | Jugosławia | 1:3   | Rosja     | 6:15  | 12:15 | 15:13 | 8:15 |   | 41:58 | 135 min | 4650   |   |
| 23.05.1998 | 20:15 | Jugosławia | 0:3   | Rosja     | 11:15 | 13:15 | 4:15  |      |   | 28:45 | 86 min  | 3700   |   |
|            |       |            |       |           |       |       |       |      |   |       |         |        |   |
| 22.05.1998 | 20:30 | Brazylia   | 3:0   | Polska    | 15:6  | 15:12 | 15:6  |      |   | 45:24 | 104 min | 6700   |   |
| 24.05.1998 | 10:00 | Brazylia   | 3:0   | Polska    | 15:8  | 15:8  | 16:14 |      |   | 46:30 | 85 min  | 6850   |   |

#### 3. kolejka
- Miejsce spotkań: Ginásio do Maracanãzinho, Rio de Janeiro / Hala Pionir, Belgrad (29 maja), SPC "Wojwodina", Nowy Sad (30 maja)

| Data       | Godz. | Drużyna 1  | Wynik | Drużyna 2 | 1     | 2     | 3     | 4    | 5     | Razem | Czas    | Widzów | * |
| ---------- | ----- | ---------- | ----- | --------- | ----- | ----- | ----- | ---- | ----- | ----- | ------- | ------ | - |
| 29.05.1998 | 20:15 | Jugosławia | 3:0   | Polska    | 15:4  | 15:13 | 15:13 |      |       | 45:30 | 94 min  | 1600   |   |
| 30.05.1998 | 20:15 | Jugosławia | 2:3   | Polska    | 9:15  | 15:12 | 8:15  | 15:8 | 14:16 | 61:66 | 153 min | 2000   |   |
|            |       |            |       |           |       |       |       |      |       |       |         |        |   |
| 29.05.1998 | 20:30 | Brazylia   | 3:0   | Rosja     | 15:12 | 15:12 | 15:7  |      |       | 45:31 | 108 min | 8970   |   |
| 31.05.1998 | 9:30  | Brazylia   | 3:1   | Rosja     | 15:9  | 15:6  | 11:15 | 15:8 |       | 56:38 | 122 min | 14650  |   |

#### 4. kolejka
- Miejsce spotkań: USK CSKA, Moskwa / Spodek, Katowice

| Data       | Godz. | Drużyna 1 | Wynik | Drużyna 2  | 1     | 2     | 3     | 4     | 5     | Razem | Czas    | Widzów | * |
| ---------- | ----- | --------- | ----- | ---------- | ----- | ----- | ----- | ----- | ----- | ----- | ------- | ------ | - |
| 05.06.1998 | 18:30 | Rosja     | 3:2   | Jugosławia | 15:6  | 12:15 | 15:2  | 13:15 | 15:12 | 70:50 | 125 min | 1140   |   |
| 06.06.1998 | 16:00 | Rosja     | 3:2   | Jugosławia | 16:14 | 15:12 | 13:15 | 8:15  | 15:11 | 67:67 | 164 min | 900    |   |
|            |       |           |       |            |       |       |       |       |       |       |         |        |   |
| 05.06.1998 | 20:30 | Polska    | 1:3   | Brazylia   | 10:15 | 8:15  | 15:12 | 13:15 |       | 46:57 | 151 min | 6393   |   |
| 06.06.1998 | 9:30  | Polska    | 0:3   | Brazylia   | 6:15  | 8:15  | 5:15  |       |       | 19:45 | 75 min  | 4218   |   |

#### 5. kolejka
- Miejsce spotkań: Hala Olivia, Gdańsk / Hala Pionir, Belgrad (12 czerwca), SPC "Wojwodina", Nowy Sad (13 czerwca)

| Data       | Godz. | Drużyna 1  | Wynik | Drużyna 2 | 1     | 2     | 3    | 4     | 5 | Razem | Czas    | Widzów | * |
| ---------- | ----- | ---------- | ----- | --------- | ----- | ----- | ---- | ----- | - | ----- | ------- | ------ | - |
| 12.06.1998 | 20:00 | Polska     | 0:3   | Rosja     | 11:15 | 7:15  | 3:15 |       |   | 21:45 | 102 min | 4500   |   |
| 13.06.1998 | 20:00 | Polska     | 1:3   | Rosja     | 15:7  | 6:15  | 5:15 | 11:15 |   | 37:52 | 110 min | 3950   |   |
|            |       |            |       |           |       |       |      |       |   |       |         |        |   |
| 12.06.1998 | 20:15 | Jugosławia | 3:0   | Brazylia  | 15:7  | 15:10 | 15:8 |       |   | 45:25 | 105 min | 2150   |   |
| 13.06.1998 | 20:15 | Jugosławia | 0:3   | Brazylia  | 6:15  | 11:15 | 3:15 |       |   | 20:45 | 75 min  | 1800   |   |

#### 6. kolejka
- Miejsce spotkań: USK CSKA, Moskwa / Spodek, Katowice

| Data       | Godz. | Drużyna 1 | Wynik | Drużyna 2  | 1     | 2     | 3     | 4     | 5    | Razem | Czas    | Widzów | * |
| ---------- | ----- | --------- | ----- | ---------- | ----- | ----- | ----- | ----- | ---- | ----- | ------- | ------ | - |
| 19.06.1998 | 18:30 | Rosja     | 3:1   | Brazylia   | 15:13 | 15:6  | 11:15 | 15:11 |      | 56:45 | 156 min | 2500   |   |
| 20.06.1998 | 16:00 | Rosja     | 3:1   | Brazylia   | 12:15 | 15:3  | 15:8  | 15:10 |      | 57:36 | 131 min | 2300   |   |
|            |       |           |       |            |       |       |       |       |      |       |         |        |   |
| 19.06.1998 | 20:00 | Polska    | 3:2   | Jugosławia | 11:15 | 11:15 | 15:6  | 15:12 | 15:9 | 67:57 | 148 min | 4005   |   |
| 20.06.1998 | 20:00 | Polska    | 1:3   | Jugosławia | 5:15  | 15:6  | 5:15  | 11:15 |      | 36:51 | 115 min | 3633   |   |

## Faza play-off

### Grupa Zachodnia
- Miejsce turnieju:  Hiszpania – ?, Alicante
- Wszystkie godziny według strefy czasowej UTC+02:00.

#### Tabela
| Lp. | Drużyna   | Pkt | Mecze | Mecze | Mecze | Sety | Sety | Sety  | Małe punkty | Małe punkty | Małe punkty |
| Lp. | Drużyna   | Pkt | M     | W     | P     | wyg. | prz. | ratio | zdob.       | str.        | ratio       |
| --- | --------- | --- | ----- | ----- | ----- | ---- | ---- | ----- | ----------- | ----------- | ----------- |
| 1   | Rosja     | 5   | 3     | 2     | 1     | 6    | 3    | 2.000 | 115         | 112         | 1.027       |
| 2   | Holandia  | 5   | 3     | 2     | 1     | 7    | 5    | 1.400 | 147         | 145         | 1.014       |
| 3   | Brazylia  | 4   | 3     | 1     | 2     | 5    | 6    | 0.833 | 139         | 133         | 1.045       |
| 4   | Hiszpania | 4   | 3     | 1     | 2     | 3    | 7    | 0.429 | 117         | 128         | 0.914       |

Źródło: fivb.ch
Punktacja: zwycięstwo – 2 pkt; porażka – 1 pkt
Zasady ustalania kolejności: 1. liczba punktów; 2. stosunek setów; 3. stosunek małych punktów; 4. bilans w bezpośrednich meczach
     Awans do turnieju finałowego

#### Wyniki spotkań
| Data       | Godz. | Drużyna 1 | Wynik | Drużyna 2 | 1     | 2     | 3     | 4    | 5     | Razem | Czas    | Widzów | * |
| ---------- | ----- | --------- | ----- | --------- | ----- | ----- | ----- | ---- | ----- | ----- | ------- | ------ | - |
| 13.07.1998 | 18:00 | Holandia  | 3:2   | Brazylia  | 7:15  | 15:13 | 12:15 | 15:7 | 15:13 | 64:63 | 163 min | 2055   |   |
| 13.07.1998 | 20:30 | Hiszpania | 0:3   | Rosja     | 13:15 | 11:15 | 12:15 |      |       | 36:45 | 111 min | 3477   |   |
|            |       |           |       |           |       |       |       |      |       |       |         |        |   |
| 14.07.1998 | 18:00 | Holandia  | 3:0   | Rosja     | 15:10 | 15:7  | 15:8  |      |       | 45:25 | 85 min  | 1028   |   |
| 14.07.1998 | 20:30 | Hiszpania | 0:3   | Brazylia  | 10:15 | 7:15  | 7:15  |      |       | 24:45 | 111 min | 3219   |   |
|            |       |           |       |           |       |       |       |      |       |       |         |        |   |
| 15.07.1998 | 18:00 | Brazylia  | 0:3   | Rosja     | 10:15 | 9:15  | 12:15 |      |       | 31:45 | 102 min | 1037   |   |
| 15.07.1998 | 20:30 | Hiszpania | 3:1   | Holandia  | 12:15 | 15:5  | 15:12 | 15:6 |       | 57:38 | 138 min | 3116   |   |

### Grupa Wschodnia
- Miejsce turnieju:  Jugosławia – ?, Belgrad
- Wszystkie godziny według strefy czasowej UTC+02:00.

#### Tabela
| Lp. | Drużyna    | Pkt | Mecze | Mecze | Mecze | Sety | Sety | Sety  | Małe punkty | Małe punkty | Małe punkty |
| Lp. | Drużyna    | Pkt | M     | W     | P     | wyg. | prz. | ratio | zdob.       | str.        | ratio       |
| --- | ---------- | --- | ----- | ----- | ----- | ---- | ---- | ----- | ----------- | ----------- | ----------- |
| 1   | Kuba       | 4   | 2     | 2     | 0     | 6    | 2    | 3.000 | 109         | 67          | 1.627       |
| 2   | Jugosławia | 3   | 2     | 1     | 1     | 5    | 4    | 1.250 | 106         | 108         | 0.981       |
| 3   | Bułgaria   | 2   | 2     | 0     | 2     | 1    | 6    | 0.167 | 58          | 98          | 0.592       |

Źródło: fivb.ch
Punktacja: zwycięstwo – 2 pkt; porażka – 1 pkt
Zasady ustalania kolejności: 1. liczba punktów; 2. stosunek setów; 3. stosunek małych punktów; 4. bilans w bezpośrednich meczach
     Awans do turnieju finałowego

#### Wyniki spotkań
| Data       | Godz. | Drużyna 1  | Wynik | Drużyna 2 | 1    | 2     | 3    | 4    | 5     | Razem | Czas    | Widzów | * |
| ---------- | ----- | ---------- | ----- | --------- | ---- | ----- | ---- | ---- | ----- | ----- | ------- | ------ | - |
| 13.07.1998 |       | Jugosławia | 3:1   | Bułgaria  | 6:15 | 17:15 | 15:7 | 15:7 |       | 53:44 | 131 min | 4100   |   |
| 14.07.1998 |       | Kuba       | 3:0   | Bułgaria  | 15:3 | 15:2  | 15:9 |      |       | 45:14 | 66 min  | 1010   |   |
| 15.07.1998 |       | Jugosławia | 2:3   | Kuba      | 6:15 | 15:12 | 5:15 | 15:7 | 12:15 | 53:64 | 116 min | 7500   |   |

## Turniej finałowy
- Miejsce turnieju:  Włochy – Forum di Assago, Assago
- Wszystkie godziny według strefy czasowej UTC+02:00.

### Tabela
| Lp. | Drużyna  | Pkt | Mecze | Mecze | Mecze | Sety | Sety | Sety  | Małe punkty | Małe punkty | Małe punkty |
| Lp. | Drużyna  | Pkt | M     | W     | P     | wyg. | prz. | ratio | zdob.       | str.        | ratio       |
| --- | -------- | --- | ----- | ----- | ----- | ---- | ---- | ----- | ----------- | ----------- | ----------- |
| 1   | Kuba     | 6   | 3     | 3     | 0     | 9    | 1    | 9.000 | 147         | 103         | 1.427       |
| 2   | Rosja    | 5   | 3     | 2     | 1     | 6    | 5    | 1.200 | 136         | 134         | 1.015       |
| 3   | Holandia | 4   | 3     | 1     | 2     | 4    | 7    | 0.571 | 124         | 137         | 0.905       |
| 4   | Włochy   | 3   | 3     | 0     | 3     | 3    | 9    | 0.333 | 125         | 158         | 0.791       |

Źródło: fivb.ch
Punktacja: zwycięstwo – 2 pkt; porażka – 1 pkt
Zasady ustalania kolejności: 1. liczba punktów; 2. stosunek setów; 3. stosunek małych punktów; 4. bilans w bezpośrednich meczach

### Wyniki spotkań
| Data       | Godz. | Drużyna 1 | Wynik | Drużyna 2 | 1     | 2     | 3     | 4    | 5     | Razem | Czas    | Widzów | * |
| ---------- | ----- | --------- | ----- | --------- | ----- | ----- | ----- | ---- | ----- | ----- | ------- | ------ | - |
| 17.07.1998 |       | Rosja     | 0:3   | Kuba      | 15:17 | 13:15 | 4:15  |      |       | 32:47 | 105 min | 3100   |   |
| 17.07.1998 |       | Włochy    | 1:3   | Holandia  | 15:9  | 13:15 | 4:15  | 5:15 |       | 37:54 | 116 min | 5200   |   |
|            |       |           |       |           |       |       |       |      |       |       |         |        |   |
| 18.07.1998 |       | Rosja     | 3:0   | Holandia  | 15:8  | 15:5  | 15:11 |      |       | 45:24 | 88 min  | 4100   |   |
| 18.07.1998 |       | Włochy    | 0:3   | Kuba      | 7:15  | 11:15 | 7:15  |      |       | 25:45 | 94 min  | 6800   |   |
|            |       |           |       |           |       |       |       |      |       |       |         |        |   |
| 19.07.1998 |       | Holandia  | 1:3   | Kuba      | 14:16 | 14:16 | 15:8  | 3:15 |       | 46:55 | 127 min | 6200   |   |
| 19.07.1998 |       | Włochy    | 2:3   | Rosja     | 7:15  | 15:5  | 13:15 | 15:9 | 13:15 | 63:59 | 141 min | 7900   |   |

## Klasyfikacja końcowa
| Miejsce | Reprezentacja    |
| ------- | ---------------- |
| złoto   | Kuba             |
| srebro  | Rosja            |
| brąz    | Holandia         |
| 4       | Włochy           |
| 5       | Brazylia         |
| 6       | Jugosławia       |
| 7       | Bułgaria         |
| 8       | Hiszpania        |
| 9       | Argentyna        |
| 10      | Polska           |
| 11      | Korea Południowa |
| 12      | Grecja           |

| ZWYCIĘZCA LIGI ŚWIATOWEJ 1998 KUBA Skład zwycięzców Freddy Brooks, Nicolas Vives, Rodolfo Sanchez, Alexis Batte, Alexis Argilagos, Benito Ruiz, Ángel Dennis, Pavel Pimienta, Raúl Diago, Tomás Aldazabal, Osvaldo Hernández, Ramón Gato, Alain Roca, Ihosvany Hernández, Angel Beltran, Alexei Diaz, German Izaguirre, Yosenqui Garcia |

## Nagrody indywidualne
| Najlepszy punktujący  | Osvaldo Hernández |
| Najlepszy atakujący   | Osvaldo Hernández |
| Najlepszy blokujący   | Andrea Giani      |
| Najlepszy zagrywający | Roman Jakowlew    |